# Maarten Asscher
Maarten Asscher (* 1957 in Alkmaar) ist ein niederländischer Schriftsteller.

## Leben
Asscher stammt aus einer jüdisch-englisch-niederländischen Familie, absolvierte nach dem Abitur am humanistischen Gymnasium in Arnhem eine juristische Ausbildung an der Universität Leiden, bevor er eine Laufbahn als Autor und Verleger begann. 1980 erhielt er eine Anstellung im Amsterdamer Verlag Meulenhoff, dessen Leiter er später wurde. In Zusammenarbeit mit dem Dutch Translation Fund bemühte er sich, niederländische Schriftsteller zu übersetzen. Dank seinen persönlichen Bemühungen verhalf er Schriftstellern wie Adriaan van Dis, Gerhard Durlacher, Lieve Joris und Rudy Kousbroek zum Durchbruch außerhalb der Niederlande und die Übersetzungen ihrer Arbeit konnten ein großes internationales Publikum erreichen. Als Jurist machte er sich zudem einen Namen als Urheberrechtsspezialist. Er schrieb eine Reihe von Büchern.
Er veröffentlichte neben Lyrik einen Roman (The Hour and the Day 2005) und ein Sachbuch über die Niederlande und seine Gewässer, H2Olland (2009). Mehrere seiner Bücher erschienen auch in deutscher Sprache. Er betätigte sich außerdem als Übersetzer von Lyrik (etwa von John Milton, Thomas Gray, Paul Valéry und Frederic Prokosch) und schrieb Kolumnen in verschiedenen Zeitungen.
Von 1998 bis 2003 war Asscher Direktor der Künste im Ministerium für Bildung, Kultur und Wissenschaft. Seit 2004 ist er Direktor des Athenaeum Bookstore in Amsterdam, einer bekannten Buchhandlung in der Hauptstadt, die im In- und Ausland einen hervorragenden Ruf genießt. Asscher erweiterte das Unternehmen mit Niederlassungen im Rijksmuseum und an der Universität Amsterdam. Neben der Leitung von Athenaeum engagierte er sich auch für das niederländische Buch im Allgemeinen. Er war auch Vorstandsvorsitzender der Stichting Collectieve Propaganda van het Nederlands Boek (CPNB).
2018 wurde Asscher für seine kulturellen Leistungen zum Offizier des Ordens von Oranien-Nassau ernannt.

## Publikationen (Auswahl)
- Dodeneiland. Amsterdam: Contact, 1992.
- Verbarium XXVI gedichten. Bert Bakker, Amsterdam 1994, ISBN 90-351-1337-3.
- De verstekeling. Amsterdam: J.M. Meulenhoff, 1999.
  - Die Reise des David Melba. Aus dem Niederländ. von Marlene Müller-Haas. München: Bertelsmann, 2001, ISBN 978-3-442-72619-6.
- Nachtvraat / druk 1. Atlas-Contact, 2002, ISBN 90-457-0071-9.

## Deutsche Ausgaben
- Der Leuchtturmwärter und andere Geschichten. Übersetzung von Ekkehard Mann und Ilona Bonnema. Hildesheim: Claassen, 1993
- Stunde und Tag Roman. Aus dem Niederländischen von Marlene Müller-Haas. btb Verlag, 2006
- Julia und der Balkon.  Aus dem Niederländischen von Marlene Müller-Haas. Btb, 1999, ISBN 978-3-442-72300-3.
- H2Olland: Wie die Niederländer das Meer besiegten. Luchterhand Literaturverlag, 2010, ISBN 978-3-630-62169-2.